# Gusztáv Szerémi
Szerémi Gusztáv Ferenc, Schmiedt (Budapest, 9 de maig, 1877 – Idem., 16 d'agost, 1952), va ser un violinista, professor de música i compositor.

## Biografia
Era fill d'Ágoston Schmiedt, un enginyer ferroviari, i Berta Fischbacher. Va ser alumne de Jenő Hubay. Va ensenyar a l'Acadèmia de Música del 1901 al 1936, i va ser membre del Teatre de l'Òpera com a violinista baix solista entre el 1911 i el 1941. També va ser membre del Quartet de Corda Hubay-Popper. Les seves obres inclouen obres orquestrals, música de cambra, òpera, ballet, cançons, escola de viola i altres obres instructives. La seva mort va ser causada per un ictus.

## Vida privada
La seva dona era Magdolna Eleonóra Broczky (1871–1938), amb qui es va casar el 4 de novembre de 1900 a Rákospalota.
Els seus fills

Mária Magdolna Szerémi (1901–?). El seu marit Győző Gyula Dárdai (1894–?) era director d'una societat anònima. Erzsébet Szerémi (1904–?). El seu primer marit va ser Lajos Artúr Béla Kovách (1897–1931), tinent de policia, i el seu segon va ser Lajos Konkolyi (1897–1941), enginyer mecànic.